# Funk bruxaria
O funk bruxaria é um dos subgêneros do funk brasileiro, que surgiu nos bailes funks da Zona Sul de São Paulo na década de 2020. É caracterizado pela sonoridade agressiva e atmosfera de terror, com forte utilização de sons agudos (conhecidos como "tuin" ou "estoura tímpano"), sintetizadores e distorções. O gênero tem ainda algumas influências da música eletrônica e do heavy metal.
O som se popularizou em bailes funk como o Baile da DZ7, em Paraisópolis, e o Baile do Helipa, em Heliópolis. Entre os principais expoentes do gênero estão DJ K, DJ Arana e DJ Blakes.